# Mcmurdodontidae
I Mcmurdodontidae sono una famiglia estinta di pesci cartilaginei noti principalmente per i loro caratteristici denti multicuspidati. I fossili di questa famiglia sono stati ritrovati in strati del Devoniano medio in Antartide e in Australia.

## Descrizione
I denti dei Mcmurdodontidae presentano fino a sette grandi cuspidi asimmetriche e appiattite su ciascun lato della corona, con o senza una serie di cuspidi centrali mediali. La radice è ampia, di forma subrettangolare, con un canale basale mediano ben definito che attraversa un tubo rialzato nella linea mediana della superficie ventrale. La base della radice è inclinata lingualmente rispetto alla corona ed è di dimensioni simili a quest’ultima, con un’inclinazione che degrada verso il margine linguale.

## Classificazione
I Mcmurdodontidae appartengono alla classe Chondrichthyes, ma la loro collocazione a livello di ordine rimane incerta. Sono state proposte affinità con il gruppo degli Hexanchiformes, tuttora rappresentato, ma è altamente improbabile l'appartenenza dei Mcmurdodontidae a quest'ordine; le similitudini a livello dentario farebbero pensare più a un fenomeno di convergenza evolutiva. La famiglia Mcmurdodontidae è stata istituita da White nel 1968.

### Generi
- Mcmurdodus: Denti di selaci che raggiungono una lunghezza di 8 mm e un’altezza di 5 mm, con una corona multicuspidata asimmetrica fortemente compressa in direzione labiolinguale. Le cuspidi laterali sono di forma triangolare, talvolta ellittica in sezione, con margini superiori debolmente o fortemente seghettati. Ogni lato della corona può presentare fino a sette cuspidi, con la terza cuspide a partire dall'esterno che è generalmente la più grande. È presente una fila centrale di almeno quattro cuspidi più piccole e strette. L'asse delle cuspidi diventa progressivamente più inclinato rispetto alla verticale, con la cuspide distale quasi parallela alla giunzione tra corona e radice. La superficie basale presenta un solco mediale prominente con un grande forame aperto sull'estremità labiale. Specie tipo: Mcmurdodus featherensis White, 1968. Località tipo: Mount Feather, settore meridionale dell'Aztec Siltstone, Victoria Land meridionale, Antartide.
- Maiseyodus: Genere caratterizzato da denti con 8-10 cuspidi principali, suddivise in 4-6 cuspidi su ciascun lato della corona. Le prime tre cuspidi a partire dal margine della corona aumentano rapidamente di dimensione, mentre la quarta o la quinta cuspide possono essere leggermente più piccole della terza. Le seghettature possono essere assenti o sviluppate lungo il margine occlusale tra la cuspide principale (mediale) e la seconda cuspide più grande su ciascun lato. Sulla superficie linguale è presente una serie di circa 8-10 forami all'interno di un'area triangolare punteggiata, situata sopra l’interfaccia tra corona e base. La radice presenta una struttura holaulacorhiza con un profilo a forma di "D" in vista ventrale. Specie tipo: Maiseyodus whitei Turner & Young, 1987. Georgina Basin, Queensland, Australia.